# 1867년 2월 북독일 국가의회 선거

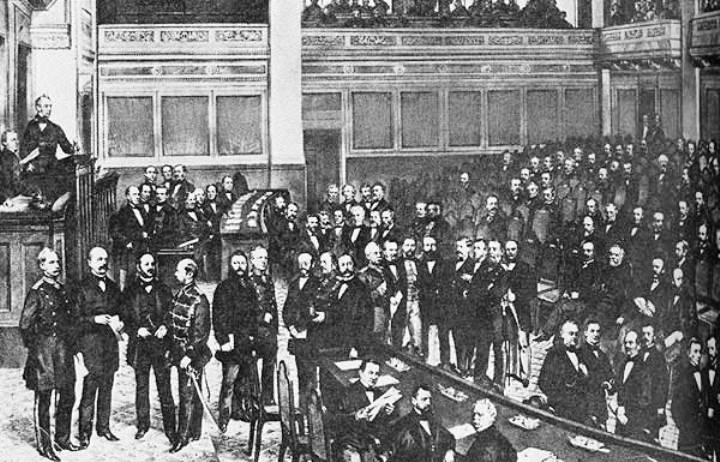

북독일연방 제헌 총선은 1867년 2월 12일, 북독일연방의 헌법을 제정하기 위한 의회를 소집하기 위해 프로이센 236개 선거구를 포함한 297개의 선거구에서 25세 이상 성인 남성에게 보통선거로 치러졌으며, 65%의 투표율을 보였다

## 배경
독일 연방이 붕괴된 이후 독일권은 마인강을 경계로 남북 두 개의 블록으로 나뉘었다. 프로이센-오스트리아 전쟁으로 오스트리아를 비롯한 남쪽 블록을 몰아낸 비스마르크는 1866년 10월부터 마인 강 이북의 영방들과 조약을 체결하여 연방 조직을 형성했다. 이에 따라 비스마르크는 프로이센, 작센, 하노버, 쿠어헤센, 나사우 등을 포함한 22개 영방으로 구성된 북독일연방을 결성했다.
북독일연방은 단순한 국가연맹체였던 독일 연방과는 달리 중앙 권력을 갖춘 연방 국가의 성격을 가지기 위해, 연방 헌법을 필요로 했고, 이를 제정할 의회가 소집된다

## 선거 결과
정당별 의석수
| 정당         | 의석수 |
| ------------ | ------ |
| 국가자유당   | 80     |
| 보수당       | 59     |
| 자유보수당   | 39     |
| 중앙연합     | 27     |
| 독일진보당   | 19     |
| 연방헌법연합 | 18     |
| 자유연합     | 14     |
| 폴란드인당   | 13     |
| 데인당       | 2      |
| 작센인민당   | 2      |
| 기타         | 5      |
| 무소속       | 19     |
| 합계         | 297    |

## 북독일 연방 헌법
연방 의장은 프로이센 국왕 빌헬름 1세가 차지했는데, 그에게는 국제법상 연방을 대표하고 전쟁과 평화를 선포하고 체결할 수 있는 권한 및 연방군에 대한 최고 지휘권, 법률안 선포권, 연방 수상 임명권 등 여러 권한이 부여되었다. 입법권은 연방 각 정부의 대표로 구성된 연방참의원과 보통, 평등 선거에 의해 선출된 제국의회(라이히스타크)에게 부여되었다